# John Birkenhead
John Birkenhead (24 mars 1616 - 4 décembre 1679) était un journaliste anglais  monarchiste.

## Biographie
John Birkenhead a fait ses études à la Witton Grammar School, dans la ville de Northwich où il est né, puis à l'Université d'Oxford, à l'All Souls College, de 1639 à 1648.
Il devient ensuite rédacteur en chef du Mercurius Aulicus, fondé en 1643, aux côtés de Peter Heylin, apportant son art de la polémique et de la satire, et effectuant plusieurs voyages en France.
Lors de la Restauration anglaise de 1660, il devient le responsable du contrôle de la presse et le dirigeant, avec Henry Muddiman, du nouveau journal officiel, le Mercurius Publicus. Il a été élu député de Wilton en juin 1661, anobli et nommé membre de la  Royal Society.